# Jerzy Władysław Grabiński
Jerzy Władysław Grabiński herbu Pomian (zm. w 1679 roku) – chorąży brzeskolitewski w 1677 roku, podkomorzy wendeński w latach 1667–1677, horodniczy witebski w 1666 roku.
Był elektorem Michała Korybuta Wiśniowieckiego z województwa brzeskolitewskiego w 1669 roku. W 1674 roku był elektorem Jana III Sobieskiego z województwa brzeskolitewskiego.
Poseł na sejm 1677 roku.